# Lijst van voetbalinterlands China - Italië
Deze lijst van voetbalinterlands is een overzicht van alle officiële voetbalwedstrijden tussen de nationale teams van China en Italië. De landen speelden tot op heden een keer tegen elkaar: een vriendschappelijke wedstrijd op 11 mei 1986 in Napels.

## Wedstrijden
| № | Plaats | Datum       | Competitie        | Wedstrijd      | Uitslag |
| - | ------ | ----------- | ----------------- | -------------- | ------- |
| 1 | Napels | 11 mei 1986 | Vriendschappelijk | Italië – China | 2 – 0   |

## Samenvatting
| Competitie        | Totaal gespeeld | Winst China | Gelijk | Winst Italië | Doelsaldo China – Italië |
| ----------------- | --------------- | ----------- | ------ | ------------ | ------------------------ |
| Vriendschappelijk | 1               | 0           | 0      | 1            | 0 − 2                    |
| Totaal            | 1               | 0           | 0      | 1            | 0 − 2                    |

Wedstrijden bepaald door strafschoppen worden, in lijn met de FIFA, als een gelijkspel gerekend.

## Details

### Eerste ontmoeting
| Vriendschappelijk (Napels, Italië, 11 mei 1986): |              | |
| Italië | 2 – 0        | China |
| Antonio Di Gennaro 23' Alessandro Altobelli 33' | goals        | |
| Enzo Bearzot | bondscoach   | Nian Weisi |
| Giovanni Galli 46' Giuseppe Bergomi 82' Antonio Cabrini Salvatore Bagni 75' Pietro Vierchowod Gaetano Scirea 60' Bruno Conti 62' Carlo Ancelotti 46' Paolo Rossi 46' Antonio Di Gennaro Alessandro Altobelli 46' | opstellingen | 36' Chen Dong Duan Ya Guo Yijun Li Hui Liu Haiguang Lu Hongxiang Mai Chao Xu Jamping Ya Xiuquan Zhao Dayu Zhu Bo |
| Franco Tancredi 46' Fernando De Napoli 46' Giuseppe Galderisi 46' Aldo Serena 46' Roberto Tricella 60' Gianluca Vialli 62' Giuseppe Baresi 75'                                                                   | wissels      | 36' Shen Wianzu                                                                                                  |